# Wigan Town AFC
Wigan Town AFC (celým názvem: Wigan Town Association Football Club) byl anglický fotbalový klub, který sídlil ve městě Wigan v nemetropolitním hrabství Lancashire. Založen byl v roce 1905. O pár měsíců později se přihlásil do The Combination, z níž se odhlásil v roce 1907. Po odhlášení z The Combination se klub přihlásil do nejnižší divize Lancashire Combination. Z ní byl ovšem o rok později hlasováním vyloučen a následně zlikvidován kvůli dluhům.
Své domácí zápasy odehrával na stadionu Springfield Park s kapacitou 30 000 diváků.

## Historické názvy
Zdroj: 
- 1905 – Wigan Town AFC (Wigan Town Association Football Club)
- 1908 – zánik

## Umístění v jednotlivých sezonách
Zdroj: 
- 1905–1907: The Combination
- 1907–1908: Lancashire Combination (Division Two)

Jednotlivé ročníky
Zdroj: 
Legenda: Z - zápasy, V - výhry, R - remízy, P - porážky, VG - vstřelené góly, OG - obdržené góly, +/- - rozdíl skóre, B - body, červené podbarvení - sestup, zelené podbarvení - postup, fialové podbarvení - reorganizace, změna skupiny či soutěže
| Anglie (1905 – 1907) |                                       |        |    |    |   |    |    |     |     |    |        |
| Sezóny               | Liga                                  | Úroveň | Z  | V  | R | P  | VG | OG  | +/- | B  | Pozice |
| 1905/06              | The Combination                       | –      | 28 | 4  | 3 | 21 | 32 | 90  | -58 | 7  | 15.    |
| 1906/07              | The Combination                       | –      | 26 | 12 | 6 | 8  | 44 | 45  | -1  | 30 | 3.     |
| 1907/08              | Lancashire Combination (Division Two) | –      | 38 | 9  | 5 | 24 | 43 | 104 | -61 | 23 | 19.    |